# Феромагнетизам
Феромагнетизам (од лат. ferrum = гвожђе + магнет) је основни механизам којим одређени материјали (као што је гвожђе) формирају трајне магнете или их привлаче магнети. У физици се разликује неколико типова магнетизма. Феромагнетизам (заједно са сличним ефектом феромагнетизмом) је најјачи тип и одговоран је за уобичајене појаве магнетизма у магнетима на које се наилази у свакодневном животу. Супстанце слабо реагују на магнетна поља са три друга типа магнетизма - парамагнетизмом, дијамагнетизмом и антиферомагнетизмом - али силе су обично толико слабе да се могу детектовати само осетљивим инструментима у лабораторији. Свакодневни пример феромагнетизма је фрижидерски магнет који се користи за држање белешки на вратима фрижидера. Привлачност између магнета и феромагнетног материјала је „квалитет магнетизма који је био очигледан у античком свету, и у данашње време”.
Феромагнетизам је форма магнетизма којом се најчешће илуструје ова појава. Материјал је феромагнетски ако у присуству спољњег магнетског поља и сам постаје магнет, тако што се његови елементарни магнети (магнетни диполи) оријентишу у правцу спољњег поља тако што на диполе делује момент магнетизације m. Карактеристика феромагнетизма је хистерезисна крива у облику слова S која описује магнетизацију феромагнетних материјала под утицајем спољног магнетског поља. Облик ове криве је последица: магнетског усмеравања електромагнета на нивоу атома, и усмеравања магнетних домена који се мере у микрометрима и нанометрима. Унутар једног магнетног домена сви елементарни магнети су усмерени у истом правцу. Када материјал није магнетизован, елементарни магнети су усмерени у свим правцима. Када се такав материјал изложи магнетном пољу, магнетни домени се све више оријентишу у правцу спољњег магнетног поља. Када се сви домени усмере у том правцу, даља магнетизација материјала више није могућа. Тада се каже да је дошло до засићења. 
Када се уклони спољно магнетно поље, домени се делом дезоријентишу и магнетизација опада. Феромагнетни материјал показује особину реманентне магнетизације. Да би се материјал размагнетисао, потребно је применити спољно магнетно поље супротног смера. Магнетно уређење може се пореметити загревањем. Тада феромагнетни материјали постају парамагнетни. Температура на којој нестаје магнетна уређеност материјала назива се Киријева температура {\displaystyle T_{\mathrm {C} }} (добила име по Пјеру Кирију).

## Физичко објашњење
Носиоци елементарних магнетских момената су спинови електрона. Као и код других магнетних феномена чврстих тела и код феромагнетизма су магнетне силе сувише слабе да би биле одговорне за уређеност спинова. Паралелна уређеност магнетских момената је уз то енергетски неповољна. Силе одговорне за уређеност спинова су такозване силе измене, које су повезане са могућим стањима система од два електрона и Паулијевим принципом. 
Може се рећи да: „Уређеност магнетских момената последица је квантномеханичке силе измене, а не класичне магнетне силе“.
По Паулијевом принципу асиметричној таласној функцији положаја одговара симетрична таласна функција спина (на пример, код паралелних спинова у систему од два електрона). Може се показати да је средње растојање честица веће у случају несиметричне таласне функције положаја, и стога је за исте честице нижа сила електростатичког одбијања. Силе измене доводе до ефективног смањења потенцијалне енергије. Електрони са паралелним спиновима, по Паулијевом принципу, не могу да остану у основном стању и морају да пређу у низ виших енергетских стања, што повећава њихову кинетичку енергију. Спонтано паралелно уређење магнетних спинова се дакле дешава онда када је смањење потенцијалне енергије више него компензовано повећањем кинетичке енергије. 
Магнетна пермеабилност {\displaystyle \mu =\mu _{0}(1+\chi )} и магнетна сусцептибилност {\displaystyle \chi } нису константне код феромагнета, већ представљају компликовану функцију јачине магнетског поља и зависе од историје магнетизације. Диференцијална магнетна сусцептибилност {\displaystyle \chi } се користи да прикаже зависност магнетизације од магнетског поља. Она нестаје у подручју засићења.
Магнетизација је повезана са густином магнетског флукса {\displaystyle {\vec {B}}} једначинама
{\displaystyle {\vec {B}}=\mu _{0}({\vec {H}}+{\vec {M}})=\mu {\vec {H}}}
{\displaystyle {\vec {M}}=\chi {\vec {H}}}.

## Киријева температура материјала са феромагнетним својствима
| Супстанца | {\displaystyle T_{\mathrm {C} }} у |
| --------- | ---------------------------------- |
| Co        | 1395                               |
| Fe        | 1033                               |
| Ni        | 627                                |
| CrO2      | 390                                |
| Gd        | 289                                |
| Dy        | 85                                 |
| EuO       | 70                                 |
| Ho        | 20                                 |

## Примена феромагнетика
Феромагнетици се користе кад су потребни јаки магнети. Тако се на пример посебни електромагнети с феромагнетском језгром користе у офталмологији и помоћу њих се могу извадити ситнија страна тела из ока и из дубине до 2,5 .

### Ферити
Ферит (према лат. ferrum: жељезо) је електрокерамички технички материјал, мешовити оксид који се састоји од споја гвожђе(III) оксида, с једним или два оксида неког најчешће двовалентног метала (кобалт, манган, магнезијум, кадмијум, олово, бакар, никал, цинк, баријум). Ферити су изразитих магнетских својстава, феромагнетични попут жељеза, али с многоструко већом електричном отпорношћу, па се зато у њима готово не стварају вртложне струје. Својства им зависе од састава, па неки имају малу коерцитивну силу и стрму криву магнетизације (на пример Zn, Mn-ферити), а неки велику коерцитивну силу и реманенцију (на пример Ba-ферит). Обично се лако магнетизирају и демагнетизирају, врло су прикладни за примену у техници високих фреквенција и употребљавају се као магнетски материјали за меморије електронских рачунара те за језгра завојница, високофреквентних трансформатора и магнетских антена (такозваних феритних антена).